# فاناسثالي
فاناسثالي (بالإنجليزية: Vanasthali)‏ هي منطقة سكنية تقع في الهند في منطقة تونك. يقدر عدد سكانها بـ 6,676 نسمة .